# TT123
La tombe thébaine TT 123 est située à Cheikh Abd el-Gournah, dans la nécropole thébaine, sur la rive ouest du Nil, face à Louxor en Égypte.
C'est la sépulture d'Amenemhat (Jmn-m-hȝ.t), scribe, surveillant du grenier, compteur de pain, durant le règne de Thoutmôsis III (XVIIIe dynastie).